# Clergues Regulars de Sant Pau
La Congregació de Clergues Regulars de Sant Pau (llatí: Clerici Regulares Sancti Pauli) és un orde religiós de clergues regulars fundat per Sant Antoni Maria Zaccaria, el Venerable Bartolomeo Ferrari i el Venerable Giacomo Antonio Morigia, i aprovat per Climent VII al breu Vota per quae vos de 1533. El nom popular de l'orde, barnabites, deriva del nom de l'església on es va constituir: la de Sant Bernabé de Milà. Els seus membres posposen al nom la sigla B.
N'hi ha tres branques: els sacerdots (l'orde de Clergues Regulars de Sant Pau), les monges (Germanes Angèliques de Sant Pau) i els laics (Laics de Sant Pau).

## Història
Nasqué poc abans del Concili de Trento, en el marc dels moviments de reforma de la vida cristiana. Cap al 1532, Antonio Maria Zaccaria, da Bartolomeo Ferrari i Jacopo Antonio Morigia van entrar en contacte amb l'Oratori de l'Eterna Saviesa i, en adonar-se que estava en una situació crítica, el transformarem en la Companyia dels Fillets i Filletes de Pau Sant o Congregació de Sant Pau, nova formació on havia d'haver-hi tres grups: de sacerdots, de religioses i de laics.
La congregació masculina fou aprovada, fins i tot abans que els membres n'iniciessin la vida en comú i tinguessin una regla, el 18 de febrer de 1533, amb el breu Vota per quae de Climent VII. El 15 de gener de 1535 Pau III autoritzà la congregació femenina amb la butlla Debitum pastoralis: es constituí com a monestir posat sota la Regla de Sant Agustí i prengueren el nom de Germanes Angèliques de Sant Pau. El mateix any, el 25 de juliol, Pau III aprovà amb la butlla Dudum felicis recordationis, l'orde masculí com a orde de clergues regulars. Al final de l'any, Zaccaria promogué la formació del col·legi de laics, que foren anomenats Conjugats o Maridats de Sant Pau.
L'orde va tenir impacte per la seva manera de viure i predicar, i de pràctiques com l'exposició solemne de l'Eucaristia, per torns, a les esglésies de Milà (les Quaranta Hores), o picar les campanes a les tres de la tarda dels divendres, en record de la mort de Crist. Foren acusats, pel seu zel, de pelagianisme, de seguir l'heretge Battista da Crema, de valdesisme i d'altres de similars. En els processos de 1534 i 1537 foren plenament absolts.
El 29 de novembre de 1543, la butlla Pastoralis officii cura, de Pau III els eximí de la jurisdicció dels bisbes; Juli III, en les butlles Rationi congruit i Ad hoc nos Deus praetulit (22 de febrer i 11 d'agost de 1550), confirmaren i augmentaren els privilegis de l'institut: així, la congregació es convertí oficialment en orde religiós, tot i que es mantingué el nom de congregació.

### Expansió
Foren expulsats en 1551 de la República de Venècia; per contra, a Milà, l'arquebisbe Carlo Borromeo en veié el potencial per a la reforma eclesiàstica i els afavorí. Es promulgaren llavors, en 1579, les constitucions de l'orde. Després, el bisbe de Ginebra Francesc de Sales se'n serví per a contrarestar la difusió del calvinisme a la seva diòcesi. Gregori XIII envià barnabites a Malta en 1582 i a Berna en 1610, d'on anaren a París i altres llocs de França.
En 1605 els barnabites obriren la primera escola, com a tipus particular d'apostolat; amb el temps, l'ensenyament esdevingué l'activitat principal de l'orde, juntament amb el ministeri pastoral i la predicació. En 1627 s'establiren també a Àustria, per lluitar contra el protestantisme, i on tingueren la parròquia de Maria-Hilf de Viena, des de 1683. El segle xvii fou el període més brillant de l'orde, mercès als favors rebuts de papes com Benet XIV i de reis.
En 1718 Climent XI n'envià cinc a la Xina, i s'establiren a Pequín i Cantó. Passaren a Birmània, on l'orde mantingué una missió fins al 1832. Els membres de l'orde destacaren com a erudits i científics i quan fou suprimida la Companyia de Jesús s'encarregaren de la direcció d'algunes de les seves institucions.

### Declivi i actualitat
La invasió napoleònica comportà la supressió dels ordes religiosos a Itàlia, i el 1810 ho foren els barnabites. En 1814 la congregació fou reformada a Roma i en 1825 a Milà, però amb molt pocs recursos. Es dedicaren llavors, sobretot, a l'ensenyament en escoles.
A l'inici del segle xx, l'orde començà a créixer i a difondre's novament, obrint comunitats al Brasil (1903), Afganistan (1931), Xile (1946), Argentina (1947), Estats Units (1948), República Democràtica del Congo (1949), Canadà (1961), Espanya (1964), Polònia i Filipines (1989) i Albània (1996).

## Activitat i difusió
Els barnabites fan apostolat (en parròquies o missions), predicant l'evangeli a cristians i pagans i mitjançant l'ensenyament i la catequesi a escoles, retirs i parròquies. A més, treballen per la reforma de l'Església i la societat, fent que cadascú reformi la seva vida interior.
El 1996 hi havia 400 barnabites, 250 religioses angèliques i 100 laics. En acabar el 2005 l'orde tenia 64 cases i 381 membres, 291 dels quals eren sacerdots.